# Oscillation des neutrinos

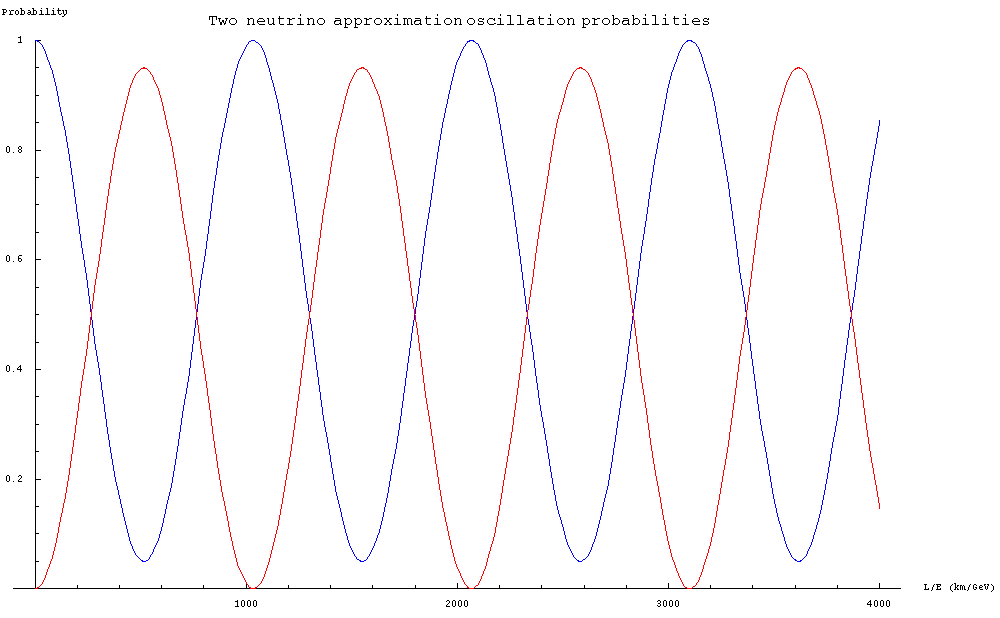
Phénomène périodique

Pour un article plus général, voir neutrino.
L'oscillation du neutrino est un phénomène de la mécanique quantique dans lequel un neutrino créé avec une certaine saveur leptonique (neutrino électronique, muonique ou tauique) peut être mesuré plus tard ayant une saveur différente.
La probabilité d'avoir une valeur donnée de cette propriété varie de façon périodique alors que la particule se propage. L'oscillation du neutrino est d'intérêt tant théorique qu'expérimental, puisque l'observation de ce phénomène implique la non-nullité de la masse de la particule, ce qui n'entre pas dans le cadre du modèle standard de la physique des particules[réf. nécessaire].
Il existe trois saveurs de neutrino, en rapport avec chacun des leptons chargés : le neutrino électronique νe , le neutrino muonique νμ et le neutrino tauique ντ.
Il s'agit en fait des états propres du lagrangien d'interaction, c’est-à-dire des seules solutions possibles de l'interaction faible. Or, le lagrangien de propagation, décrivant la manière dont les neutrinos se propagent, a des états propres différents, que l'on nommera ν1, ν2 et ν3. La matrice PMNS d'éléments Uαi, où α est un état propre d'interaction (e, μ ou τ) et i un état propre de propagation (1, 2 ou 3), permet de passer d'une base à une autre. Ainsi, un neutrino électronique créé lors d'une interaction est une combinaison linéaire des trois états propres de propagation. Comme ces trois états propres se propagent à des vitesses différentes, la combinaison de ν1, ν2 et ν3 évolue en fonction de la distance parcourue et de l'énergie du neutrino initial. C'est pourquoi, à un certain point de propagation, la combinaison qui sera détectée peut correspondre à celle d'un neutrino muonique ou tauique. Le neutrino initialement électronique a changé de saveur : on parle d'oscillation du neutrino.
Le processus ne peut être observé qu'à deux conditions[pas clair]. Les états propres d'interaction et de propagation doivent être différents, ce qui induit des vitesses de propagation différentes, correspondant à des masses différentes (pour une même énergie).

## Historique
En 1957-1958, Bruno Pontecorvo considère la possibilité d'une masse faible mais non nulle des neutrinos. La seule particule non massive connue est le photon, pour une raison de symétrie. En effet, le principe d'invariance de jauge implique cette propriété, mais il n'y a pas de telle exigence pour les neutrinos. Pontecorvo remarque que rien n'impose que les états de saveurs des neutrinos soient des états propres de masse lors de leur propagation. Dans ce cas, ils sont une combinaison linéaire des trois états propres de masse {\displaystyle \nu _{1}}, {\displaystyle \nu _{2}}, {\displaystyle \nu _{3}}. De plus en supposant les masses des neutrinos très faibles, cela implique l'existence de l'oscillation des neutrinos, de façon analogue à l'oscillation {\displaystyle K^{0}\leftrightarrow {\overline {K^{0}}}} des kaons neutres. Il montre aussi que l'étude des oscillations des neutrinos permet une mesure très précise de leurs masses. En effet, les tentatives de mesures directes des faibles masses des neutrinos permettent seulement d'établir des bornes supérieures très imprécises, à cause de la faible sensibilité permise par l'expérience, comparée au domaine de masse des neutrinos.
En 2015, Takaaki Kajita et Arthur McDonald obtiennent le prix Nobel de physique  pour leurs travaux sur l'oscillation des neutrinos.

## Oscillations dans le vide
Un état de masse est une superposition d'états de saveurs différents ; un neutrino interagit donc « faiblement », avec des couplages relatifs proportionnels aux coefficients de la combinaison linéaire correspondante. Comme ces coefficients varient suivant les oscillations, les couplages relatifs changeant pendant la propagation.

## Oscillations dans la matière
Lorsque les neutrinos traversent la matière, leurs interactions (faibles) avec le milieu modifient leurs propriétés. Un neutrino dans la matière peut échanger un boson Z avec un électron, un proton ou un neutron. Le modèle standard précise que les trois saveurs de neutrino peuvent interagir de cette manière et que l'amplitude de cet échange de Z est indépendant de la saveur. La matière étant électriquement neutre, pour l'interaction avec échange de Z, les contributions des protons et des électrons s'annulent. Il reste un potentiel {\displaystyle V_{Z}} qui dépend seulement de la densité de neutron {\displaystyle N_{n}}, et qui est le même pour les trois saveurs. Le potentiel effectif pour les {\displaystyle \nu _{e}} induit par leurs interactions courant chargé (boson W) avec les électrons de la matière est calculé égal à {\displaystyle V_{W}={\sqrt {2}}G_{F}N_{e}} ; {\displaystyle N_{e}} étant la densité électronique du milieu traversé, et {\displaystyle G_{F}} la constante de Fermi. L'angle de mélange dans la matière {\displaystyle \theta _{m}} est différent de l'angle dans le vide. Si la densité du milieu traversé varie, {\displaystyle \theta _{m}}
varie avec le temps au cours de la propagation et les états de masse sont fonction du temps.

## Preuves expérimentales
Plusieurs expériences ont mis en évidence cette oscillation de neutrinos. En 1998, l'expérience Super-Kamiokande permet pour la première fois de mettre en évidence ce phénomène d'oscillation,. En 2010, des chercheurs travaillant sur l'expérience Opera annoncent avoir, pour la première fois, observé directement une oscillation du neutrino muonique vers le neutrino tau. En juin 2011, ce sont des chercheurs du projet T2K qui observent pour la première fois une transformation du neutrino muonique en neutrino électronique.

## Recherche
L'expérience STEREO (Sterile reactor oscillation) menée à l'Institut Laue-Langevin de Grenoble fournit une première campagne de données entre le 11 novembre 2016 et le 12 mars 2017. Elle pourrait démontrer par l'oscillation des neutrinos à courte distance, l'existence d'un quatrième état des neutrinos. La spécificité de STEREO par rapport à d'autres expériences similaires menées à travers le monde venant du fait que le cœur du réacteur est très compact. Mais d'autres campagnes de mesure seront nécessaires pour confirmer ou rejeter de manière certaine l'oscillation.

## Mesure de l'angle θ13
Les oscillations des neutrinos sont décrites à l'aide d'une matrice, analogue à la matrice CKM des quarks, informant des divers paramètres entrant en jeu dans l'oscillation : la matrice PMNS. L'un de ces paramètres, l'angle de mélange θ13 (prononcé théta un trois), constitue le paramètre sur lequel les scientifiques sont le moins informés, et correspond à la probabilité qu'a un neutrino électronique d'osciller en une autre saveur. L'analyse comparative du θ13 des neutrinos et des anti-neutrinos devrait permettre de savoir si ces particules violent bien la symétrie CP, mécanisme permettant de comprendre comment la matière a pris le pas sur l'antimatière dans notre univers.
Pour pallier ce manque de données, de nombreuses expériences scientifiques ont été menées depuis 1998 et chacune a permis d'améliorer la connaissance de ce paramètre (expérience Chooz, Double Chooz, Kamiokande, MINOS, T2K et Daya Bay). Celle de Daya Bay, dont la mesure est la plus précise, estime sin² 2θ13 à 0,092 ± 0,016 (marge d'erreur statistique) ± 0,005 (marge d'erreur systématique), ce qui correspond à un angle d'environ 8,8° ± 0,8. En avril 2012, l'expérience RENO (en) confirme le résultat, avec un niveau de confiance de 6,3σ.